# Wildschönau
Wildschönau är en kommun i distriktet Kufstein i förbundslandet Tyrolen i Österrike.
Kommunen består av fyra orter (Ortschaften) (inom parentes invånarantal 1 januari 2024):
- Auffach (950)
- Niederau (1 116)
- Oberau (2 148)
- Thierbach (163)